# Typhloroncus
Typhloroncus es un género de pseudoscorpiones de la familia Ideoroncidae.  Se distribuye por México y las Antillas.

## Especies
Según Pseudoscorpions of the World 1.2::
- Typhloroncus attenuatus Muchmore, 1982
- Typhloroncus coralensis Muchmore, 1979
- Typhloroncus diabolus Muchmore, 1982
- Typhloroncus troglobius Muchmore, 1982
- Typhloroncus xilitlensis Muchmore, 1986

## Publicación original
- Muchmore, 1979: Pseudoscorpions from Florida and the Caribbean area. 9. Typhloroncus, a new genus from the Virgin Islands (Ideoroncidae). Florida Entomologist, vol.62, p.317-320.